# Les Secrets des autres
Pour plus de détails, voir Fiche technique et Distribution.
Les Secrets des autres est un film dramatique américain réalisé par Patrick Wang et sorti en 2015.

## Synopsis
La famille Ryrie semble partir en miettes : la fille fait l'école buissonnière, le fils s'enferme dans sa chambre, et les parents s'abandonnent à leur métier. L'arrivée de Kenny, une jeune célibataire enceinte, va favoriser le retour d'un fantôme : Simon Ryrie, mort-né quelques mois auparavant.

## Fiche technique
- Titre : Les Secrets des autres
- Titre original : The Grief of Others
- Réalisation : Patrick Wang
- Scénario : Patrick Wang, d'après l'œuvre de Leah Hager Cohen
- Photographie :Frank Barrera
- Montage : Elwaldo Baptiste
- Décors : Owen Hope et Danny Madden
- Costumes : Michael Bevins
- Musique : Aaron Jordan
- Producteur : Jimmy Cummings, Erich Lochner, Matt Miller et Benjamin Wiessner
- Société de production : Vanishing Angle et In the Family
- Distributeur : Ed Distribution
- Pays d'origine :  États-Unis
- Genre : Drame
- Durée : 103 minutes
- Dates de sortie :
  - USA : 15 mars 2015
  - France : 26 août 2015

## Distribution
- Wendy Moniz : Ricky Ryrie
- Trevor St. John : John Ryrie
- Oona Laurence : Biscuit Ryrie
- Jeremy Shinder : Paul Ryrie
- Sonya Harum : Jessica Safransky
- Jessica Pimentel : Mme Nuñez
- Gabriel Rush : Kenny
- Rachel Dratch : Madeleine Berkowitz
- Eyas Younis : Dr Abdulaziz